# Antonello Puglisi
Antonello Puglisi all'anagrafe Antonino Puglisi (Catania, 15 maggio 1948) è un attore e regista teatrale italiano.

## Biografia
Antonello Puglisi ha esordito nel cinema e nella televisione nel 1994. Chiamato a interpretare parti di caratterista, grazie anche alla sua capacità di immedesimarsi in svariati personaggi di matrice siciliana o comunque del sud d'Italia è apparso di volta in volta come il fragile, il buono, lo spaccone, il cattivo, il burbero, l'odioso, il mafioso, il puritano, il tollerante. 
È stato scritturato per film diretti da registi quali Roberto Andò, Giuseppe Tornatore, Marco Tullio Giordana, Sergio Citti, Alessandro Di Robilant, Paolo Sorrentino, Pif, Francesco Amato con il quale ha girato nel 2023 il film Santocielo. Ha lavorato inoltre in televisione per la quale è apparso anche in spot pubblicitari, oltre che in serie e film televisivi.

## Filmografia

### Cinema
- L'uomo delle stelle, regia di Giuseppe Tornatore (1994)
- Bella Ciao regia di Xaver Schwarzenberger (1996)
- La stanza dello scirocco, regia di Maurizio Sciarra (1998)
- Oltremare - Non è l'America, regia di Nello Correale (1998)
- La fame e la sete, regia di Antonio Albanese (1999)
- I fetentoni, regia di Alessandro Di Robilant (1999)
- Angela, regia di Roberta Torre (2000)
- Cuore scatenato, regia di Gianluca Sodaro (2000)
- Il manoscritto del Principe, regia di Roberto Andò (2000)
- Malèna, regia di Giuseppe Tornatore (2000)
- Tra due mondi, regia di Fabio Conversi (2001)
- Vipera, regia di Sergio Citti (2001)
- Terrarossa, regia di Giorgio Molteni (2001)
- Quando sei nato non puoi più nasconderti, regia di Marco Tullio Giordana (2005)
- Il divo, regia di Paolo Sorrentino (2008)
- La matassa, regia di Ficarra e Picone e Giambattista Avellino (2009)
- Mauro c'ha da fare, regia di Alessandro Di Robilant (2013)
- Fuori dal coro, regia di Sergio Misuraca (2015)
- In guerra per amore, regia di Pif (2016)
- Forse è solo mal di mare, regia di Simona De Simone (2019)
- Santocielo, regia di Francesco Amato (2023)

### Televisione
- Non parlo più, regia di Vittorio Nevano (1995) (film TV)
- La piovra 8 - Lo scandalo, regia di Giacomo Battiato (1998) (miniserie TV)
- Vite blindate, regia di Alessandro Di Robilant (1998) (film TV)
- La madre inutile, regia di José María Sánchez (1998) (film TV)
- Il commissario Montalbano, regia di Alberto Sironi (1999) (serie TV, 1ª stagione, episodio 1)
- La squadra, regia di registi vari (2001) (serie TV)
- Il commissario, regia di Alessandro Capone (2002) (serie TV)
- La meglio gioventù, regia di Marco Tullio Giordana (2003) (film TV)
- Il capo dei capi, regia di Enzo Monteleone e Alexis Sweet (2007) (miniserie TV, 1 episodio)
- Il commissario Montalbano, regia di Alberto Sironi (2008) (serie TV, 7ª stagione, episodio 4)
- Squadra antimafia 5, regia di Giacomo Martelli e Beniamino Catena (2012) (serie TV)
- 1992, regia di Giuseppe Gagliardi (2015) (serie TV, 1 episodio)
- Il Caso di Mariella Cimò, regia di Maurizio Iannelli (2018) (film documentario)
- Prima che la notte, regia di Daniele Vicari (2018) (film TV)
- I Nostri figli, regia di Andrea Porporati (2018) (film TV)

### Corti e mediometraggi
- La Provola, regia di Massimo Puglisi (2001)
- Cavalleria Rusticana, regia di Massimo Puglisi (2003)
- Realtà di un sogno, regia di F. Di Blasi e N. Giuffrida (2005)
- Camera di Posa, prodotto da Grown up Production London (2006)
- FiSOlofia, regia di Nicola Palmeri (2017)
- Idda, regia di Salvatore Sclafani (2019)
- Cimena, regia di Salvo Spoto (2018)

## Teatro (lista parziale)
- Il berretto a sonagli di Luigi Pirandello
- La patente di Luigi Pirandello
- L'uomo, la bestia e la virtù di Luigi Pirandello
- L'uomo dal fiore in bocca di Luigi Pirandello
- Pensaci Giacomino di Luigi Pirandello
- L'aria del continente di Nino Martoglio
- L'altalena di Nino Martoglio
- Un Malato immaginario catanese (opera originale tratta da Molière) di Antonello Puglisi
- Don Gesualdo e la ballerina di Santi Savarino
- La vedova allegra di Edoardo Guarnera
- Vino, amori e pizzicori di Marots
- Miseria e nobiltà di Eduardo Scarpetta
- Benvenuta provvidenza di Gianfranco Bernabei e Alfredo Lo Piero
- La governante di Vitaliano Brancati
- Un giorno da leone, anzi due! di Antonello Puglisi
- La dame de Chez Maxim di Jeorges Feydeau

## Riconoscimenti
- Premio "Migliore Attore Protagonista della Regione Sicilia" per ben 3 anni consecutivi (1971, 1972, 1973)
- "Migliore attore protagonista Premio Città di Taormina", 1986
- "Migliore attore non protagonista Premio Città di Taormina", 1989